# Sundhedsstyrelsen
55°39′41.95″N 12°34′13.46″Ø / 55.6616528°N 12.5704056°Ø
Sundhedsstyrelsen er den øverste sundhedsfaglige offentlige myndighed i Danmark og er en styrelse i Indenrigs- og Sundhedsministeriets koncern. Sundhedsstyrelsen bistår sundhedsministeren og ældreministeren med rådgivning på ministerområderne og yder rådgivning til andre statslige, regionale og kommunale myndigheder.
Styrelsen skal medvirke til at sikre, at de sundhedsydelser, som patienterne får, er af høj faglig kvalitet. Sundhedsstyrelsens hovedopgaver er sundhedsfremme, forebyggelse og sygdomsbehandling, hvor fokus er på en lang række områder inden for forebyggende indsatser, strålebeskyttelse, uddannelse af sundhedspersonale, sundhedsberedskab samt planlægning af sundhedsvæsenet. Sundhedsstyrelsen har desuden opgaver indenfor ældre- og demensområdet.
I 2006 fik styrelsen ny leder, Jesper Fisker, idet medicinaldirektør Jens Kristian Gøtrik fratrådte i utilfredshed med sin politiske chef, indenrigs- og sundhedsminister Lars Løkke Rasmussen.
Den 1. marts 2012 blev Lægemiddelstyrelsen fusioneret med Sundhedstyrelsen, den blev dog udskilt igen i 2015.
Den 12. marts 2015 blev den administrerende direktør Else Smith fritstillet af sundhedsminister Nick Hækkerup som følge af en del sager i styrelsen, blandt andet om utilstrækkeligt tilsyn med nogle psykiatere. I september 2014 fratrådte en række enhedschefer eller fik deres stilling nedlagt pga. kritik – heriblandt Anne Mette Dons, Vagn Nielsen og en unavngiven enhedschef.
Blandt andet på baggrund af ovennævnte sager, blev dele af Sundhedsstyrelsen i oktober 2015 skilt fra og lagt sammen med Patientombuddet, til Styrelsen for Patientsikkerhed, der dermed overtog tilsynsopgaven samt administrationen af autorisationer.
Jonas Egebart er direktør for  siden august 2023.

## Sundhedsstyrelsens direktører[1]
- 1909–1911: Niels Rothenborg Muus
- 1912-1918: E. Madsen Hoff
- 1918-1928: Gabriel Tryde
- 1928-1961: Johannes Frandsen
- 1961-1974: Esther Ammundsen
- 1974-1988: Søren Kristian Sørensen
- 1988-1995: Palle Juul-Jensen
- 1996-2001: Einar Krag
- 2001-2007: Jens Kristian Gøtrik
- 2007-2010: Jesper Fisker
- 2011-2015: Else Smith
- 2015[9]: Jakob Cold
- 2015 - 2023: Søren Brostrøm
- 2023 - : Jonas Egebart